# Banks County
Banks County är ett administrativt område i delstaten Georgia, USA, med 18 395 invånare. Den administrativa huvudorten (county seat) är Homer.

## Geografi
Enligt United States Census Bureau har countyt en total area på 606 km². 605 km² av den arean är land och 1 km² är vatten.

### Angränsande countyn
- Habersham County - nord
- Stephens County - nordost
- Madison County - sydost
- Jackson County - syd
- Hall County - väst
- Franklin County - öst

### Orter
- Alto (delvis i Habersham County)
- Baldwin (delvis i Habersham County)
- Homer (huvudort)
- Maysville (delvis i Jackson County)